# DKW F1

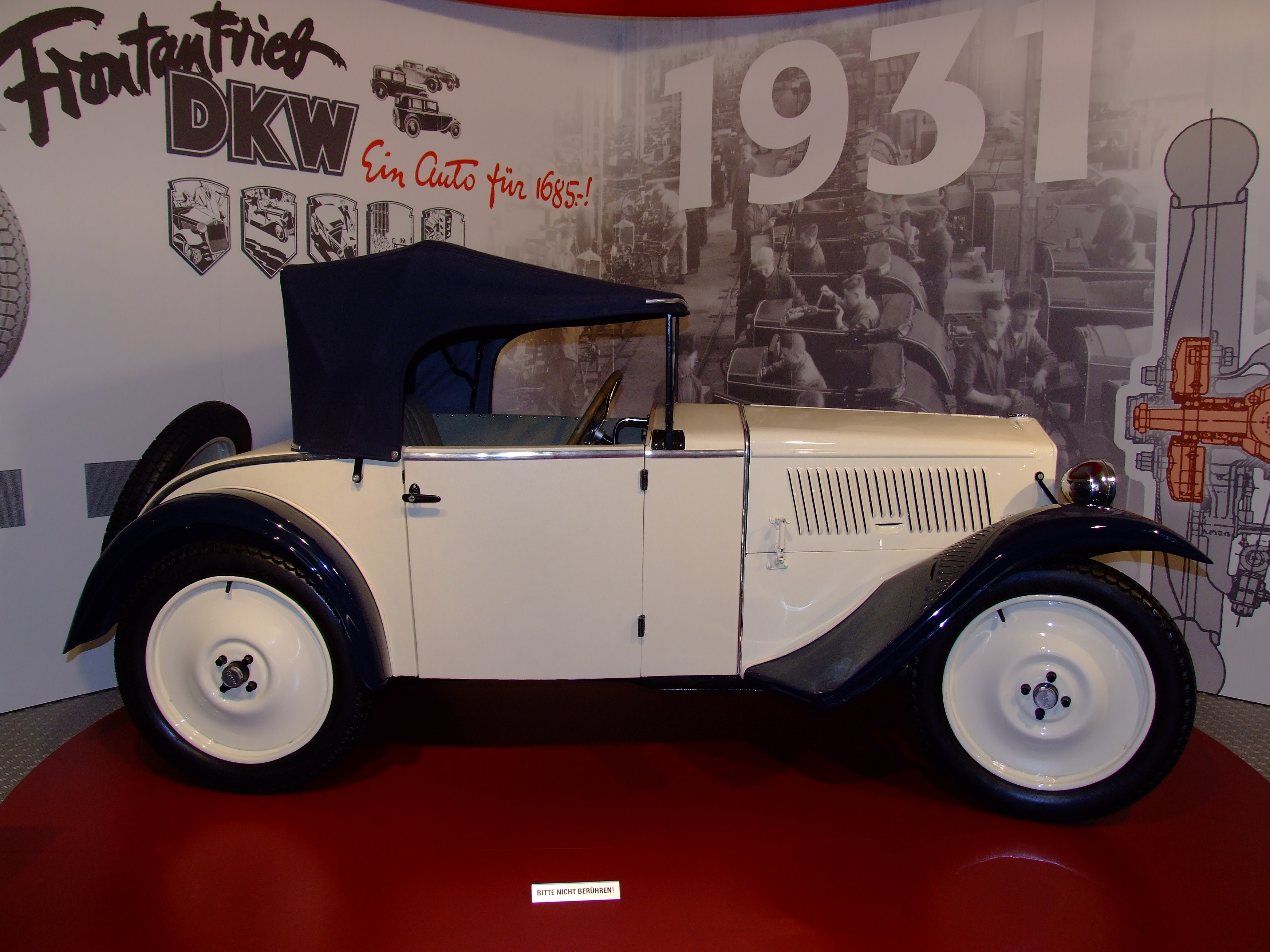
DKW F1 (500). 1931

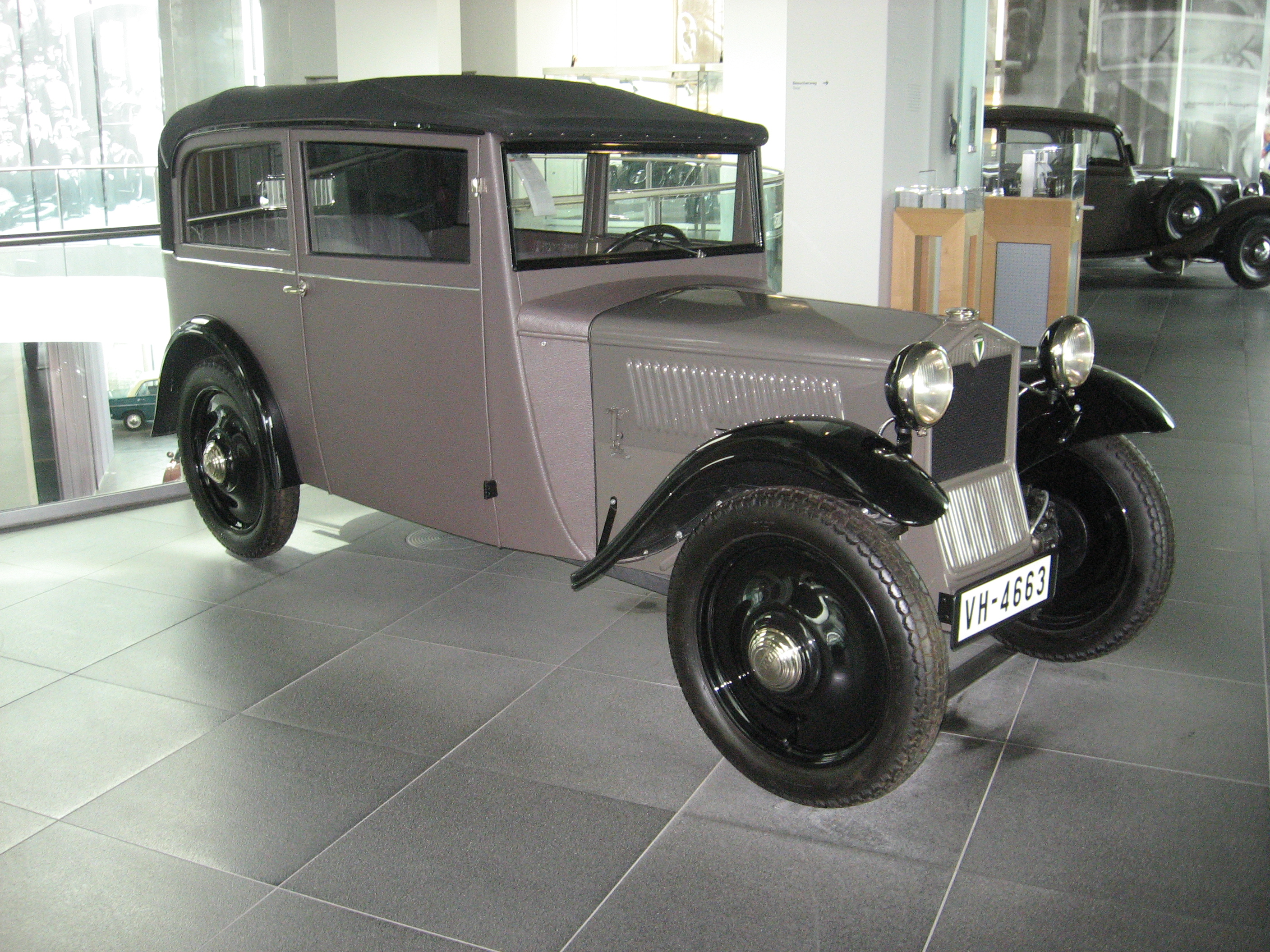
DKW F1 (600) Лімузин. 1931

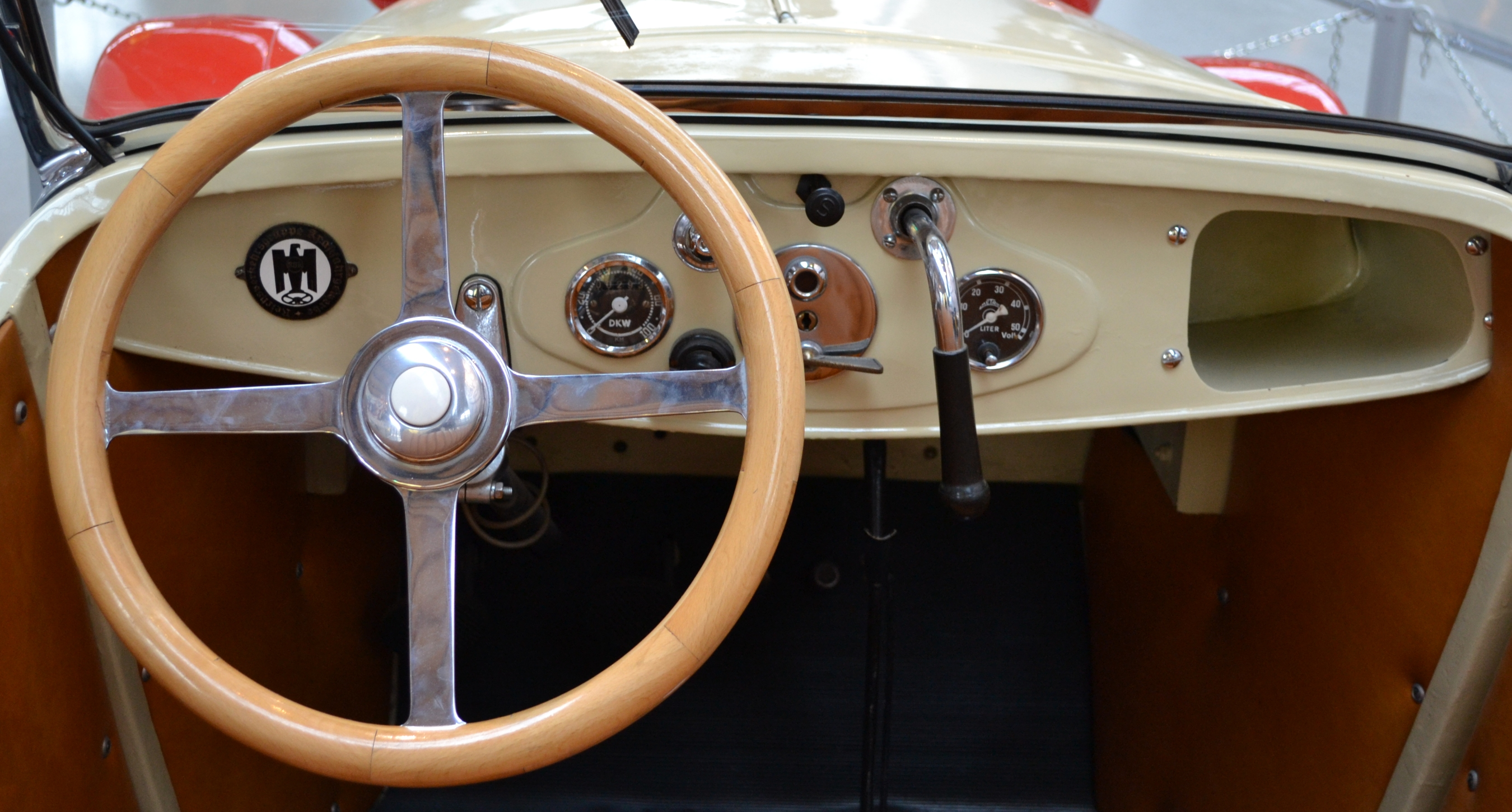
Панель приладів

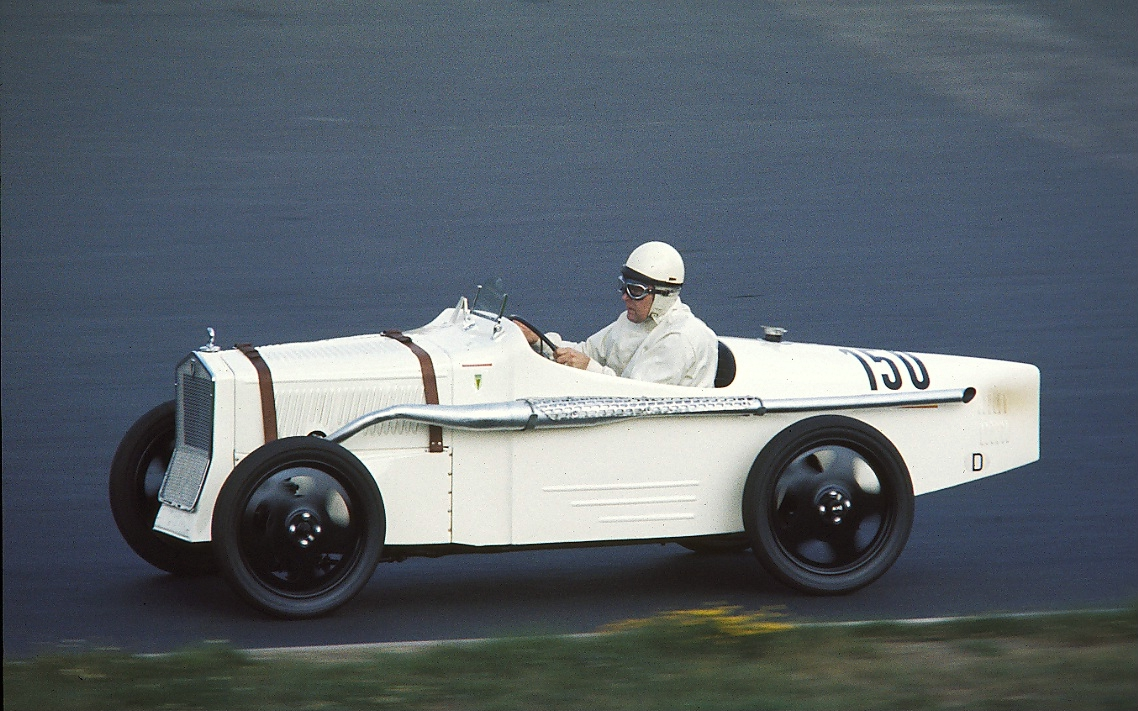
DKW F1 Monoposto. 1932

DKW F1 перша модель класу мініавто з переднім приводом компанії DKW (з 1932 Auto Union). Випускалась у 1931/32 роках на основі ліцензії на конструкцію переднього приводу французької компанії Tracta.

## Історія
Данський інженер Йорген Скафте Расмуссен (нім. Jørgen Skafte Rasmussen) у жовтні 1930 прибув до конструкторського бюро у Цвікау для розробки дешевого малого автомобіля з приводом від двотактного мотоциклетного мотора, незалежною підвіскою коліс, переднім приводом, низько розміщеним центром ваги. Впродовж 6 тижнів було розроблено конструкцію тримісного авто з відкритим кузовом родстер вагою 450 кг, мотором об'ємом 500 см³ і потужністю 15 к.с.. Шасі складалось з двох U-подібних лонжеронів.
DKW F1 (DKW Тип FA 500) презентували на Берлінському автосалоні у лютому 1931. Модель зібрали на заводі у Цвікау, а задньопривідні моделі у Шпандау (Берлін). До кінця року випустили DKW Тип FA 600 з мотором в 584 см³, фанерним 2- і 4-місним кузовом кабріолетоббитим шкірозамінником, підвіскою обох осей на поперечних ресорах. Незабаром почали встановлювати кузови седан, "лімузин". Крім того випустили спортивні модифікації. Так на гонках ретро-машин 1970 на Нюрбургрингу DKW F1 Monoposto розвинув на фінішній прямій 120 км/год. Найдорожча модифікація коштувала 1750 марок. Було продано близько 4000 DKW F1, що становило близько 8% ринку авто. Успішні продажі моделей DKW F1 — DKW F8 зробило компанію DKW другою по обсягам продажів після Opel щороку поміж 1933-1938 роками.

### Технічні дані DKW F1
|                    |                                             |
| Розміри            | Параметри                                   |
| Роки випуску:      | 1931-1932                                   |
| Колісна база :     | - 2.100 мм (2-місний) - 2.400 мм (4-місний) |
| Довжина:           | - 3100 мм (2-місні) - 3400 мм (4-місні)     |
| Ширина             | 1300 мм                                     |
| Висота             | 1375 мм                                     |
| Виготовлено:       |                                             |
| Маса порожнього:   | 435 кг — 600 кг                             |
| Мотор              |                                             |
| Потужність мотора: | 15 к.с. (18 к.с.)                           |
| Об'єм мотора       | 494 см³ (584 см³)                           |
| Трансмісія:        | КП 3-ступінчаста механічна                  |
| Швидкість:         | 75-85 км/год.                               |
| Витрата пального:  | 8 л на 100 км                               |
| Бензобак:          | 25 л                                        |
| Модель-наступник:  | DKW Meisterklasse 601 F2                    |